# C19H20O3
化学式C19H20O3（摩尔质量：296.36 g/mol）可能指：
- 隐丹参酮，CAS号：35825-57-1
- 异隐丹参酮，CAS号：22550-15-8
- 1-氧丹参新酮，CAS号：142546-16-5
- 4-异戊烯基白藜芦醇，CAS号：61517-87-1
- 4-苯甲酰苯甲酸正戊酯，CAS号：59845-91-9

|  | 这个同类索引页列出了具有相同分子式的化学物（即同分異構體）条目。 除非您是有意链接至本页，否则应将相应条目的内部链接指向正确的条目。 |